# 世間胸算用
『世間胸算用』（せけんむねさんよう、せけんむなざんよう）は、井原西鶴作の浮世草子で、町人物の代表作の一つ。元禄5年（1692年）京の上村平左衛門、江戸の萬屋清兵衛、大坂の伊丹屋太郎右衛門によって刊行された。大本5巻5冊。副題「大晦日は一日千金」。全20章の短編から成立する。

## 内容
多くの章が1年の最後の決算日である大晦日と関係し、上層から下層までの様々な商人の大晦日の過ごし方・掛け乞いとのやりとり等が描かれる。

### 巻一
1. 問屋の寛闊女 - 流行小袖は千種百品染、大晦日の振手形如件
2. 長刀（なぎなた）は昔の鞘 - 牢人細工の鯛つり、大晦日の小質屋は泪
3. 伊勢海老は春の栬（もみぢ） - 状の書賃一通一銭、大晦日に隠居の才覚
4. 鼠の文づかひ - 居（すゑ）風呂の中の長物語、大晦日に煤はきの宿

### 巻二
1. 銀一匁の講中 - 長町に続く嫁入荷物、大晦日の祝儀紙子一疋
2. 訛言（うそ）も只は聞かぬ宿 - 何の沙汰なき取上婆、大晦日の投節も唄ひ所
3. 尤も始末の異見 - 宵寝の久三がはたらき、大晦日の山椒の粉売（こうり）

- 我が家に居れば、仕事はうまくゆき、金は貯まる。しかし、遊郭で遊ぶのも「分別の他（ほか）」である。

1. 門柱（かどばしら）も皆かりの世 - 朱雀（しゆじやか）の鳥おどし、大晦日の喧嘩屋敷

### 巻三
1. 都の顔見芝居 - それ／＼の仕出し羽織、大晦日の編笠は被物（かづきもの）
2. 年の内の餅花は詠（ながめ） - 掛取上手の五郎左衛門、大晦日に無用の仕形舞
3. 小判は寝姿の夢 - 無間の鐘つく／＼゛と物案じ、大つごもりの人置の嚊
4. 神さへお目違ひ - 堺は内証のよいところ、大晦日の因果物がたり

### 巻四
1. 闇の夜の悪口 - 世にある人の衣（きぬ）くばり、地車に引く隠居銀
2. 奈良の庭竈 - 万事正月払ぞよし、山路を越ゆる数の子
3. 亭主の入替り - 下り舟の乗合噺、分別してひとり機嫌
4. 長崎の柱餅 - 礼扇子は明ける事なし、小見世物は知れた孔雀

### 巻五
1. つまりての夜市 - 文反古（ふみほうぐ）は恥の中々、古へに替る人の風俗
2. 才覚の軸すだれ - 親の目にはかしこし、江戸廻しの油樽
3. 平太郎殿 - 喧しのお祖母（ば〻）を返せ、一夜にさま／＼゛の世の噂
4. 長久の江戸棚 - きれめの時があきなひ、春の色めく家並の松

## 刊行文献
- 「世間胸算用」東明雅校訂　岩波文庫
- 「世間胸算用」村田穆校注　新潮日本古典集成：新潮社
- 『決定版 対訳西鶴全集13 世間胸算用』　※麻生磯次・冨士昭雄訳注、明治書院
- 「世間胸算用」井原西鶴著　出版社：伊丹屋太郎右衛門  おおさかeコレクション- 大阪府立図書館
- 伊藤昌輝訳、エドノディオ・キンテロ協力によるスペイン語版  Este mundo astuto. ベネズエラ: bid & co. editor. (2015). ISBN 978-9804031274
- 中嶋隆訳『世間胸算用』 光文社古典新訳文庫